# Magyar irodalomtörténet
A magyar irodalom története mintegy 1000 évet ölel fel.

## Régi magyar irodalom

### Ősköltészet
A magyar nyelv kialakulását (az ősmagyar kor kezdete) az i. e. 2. évezred végére teszik, amikor – a ma elfogadott tudományos elmélet szerint – nyelvünk különvált legközelebbi rokonaitól, az ugor nyelvektől. Az ómagyar nyelv kora a honfoglalással kezdődött. A 11. század előttről nincsenek fennmaradt írott emlékeink. Az ősi magyar rovásírás fennmaradt emlékei alapján azonban feltételezhető, hogy már a honfoglalás korában, sőt előtte is volt a magyarságnak írásbelisége, így talán irodalma is. Az ősmagyar és ómagyar kor költészetének kedvelt műfajait és költői eszközeit a magyar népköltészet fejlesztette tovább.

### Középkori irodalom (10–15. század)
Az államalapítás után az irodalom művelése a latin nyelv ismeretéhez és az egyházi pályafutáshoz kapcsolódott. A magyar irodalom fejlődésében fontos szerepet játszottak a 12. századtól megnyíló európai egyetemek is. A papok és szerzetesek mellett az egyetemekről kikerülő, de papi pályára nem lépő írástudók, az úgynevezett „deákok” lettek a magyarországi tudomány és irodalom fő művelői a középkor évszázadai alatt. Az írástudók feladata volt a jogi és államtudományi irodalmat művelni, a törvények, oklevelek és levelek megfogalmazása is. Ezeket ugyanolyan alaposan, az írói és retorikai eszközök alkalmazásával készítették el, mint a szépirodalmi műveket. Ezeknek a dokumentumoknak a vizsgálata azonban általában nem a magyar irodalomtörténet, hanem a magyar történelem keretébe tartozik.

#### Latin nyelvű irodalom
A magyar irodalom kezdetét az Intelmek könyve Imre herceghez jelenti a 11. század elejéről, amelyet I. István király a fiához, Imre herceghez írt. A két fő középkori elbeszélő műfaj a legenda és a krónika volt. A magyar szentek legendái közül kiemelkedik Szent István király legendája Hartvik püspöktől, Szent Imre legendája Fulko íródeák tollából, Szent Gellért püspök legendái és Szent László király legendája. A magyarok történelméről szóló első fennmaradt krónikák az Anonymus (P. mester) által írt Gesta Hungarorum, valamint Kézai Simon hun-magyar krónikája. Ezekben a krónikákban a történelem a legendákkal keveredik, ezért történelmi szempontból nem teljesen megbízhatóak. Az első magyar útleírást képviseli Julianus barát beszámolója, a Jelentés Magna Hungáriáról 1237-ből. A későbbi magyar történeti művek közül ki kell emelni Kálti Márk A magyarok krónikája című munkáját 1358-ból (leghíresebb másolata a Képes krónika díszes kódexében maradt fenn), az 1473-ban készült Budai Krónikát (amely egyben az első magyarországi nyomtatott könyv Hess András budai nyomdájából), valamint Thuróczi János 1488-as Chronica Hungarorum című művét. A középkori költői alkotásokat világi és vallásos műfajokra oszthatjuk. Az Árpád-kori magyarországi latin költészet legszebb alkotása a Siralomének a tatár dúlta Magyarországról. A vallásos költészet első számú műfaja a himnusz volt. Különösen szép himnuszok maradtak fenn Szent Istvánról, Szent Imréről és Szent Lászlóról, köztük a Szent István verses históriája. A késő középkori kolostori irodalom leghíresebb szerzői az Európa-szerte népszerű Michael de Hungaria (Magyarországi Mihály), Domonkos-rendi prédikátor, a szintén nagy hatású prédikációiról ismert Temesvári Pelbárt, valamint a latin nyelvű himnuszok mestere, Csanádi Albert, pálos szerzetes.

#### A magyar nyelvű irodalom első emlékei

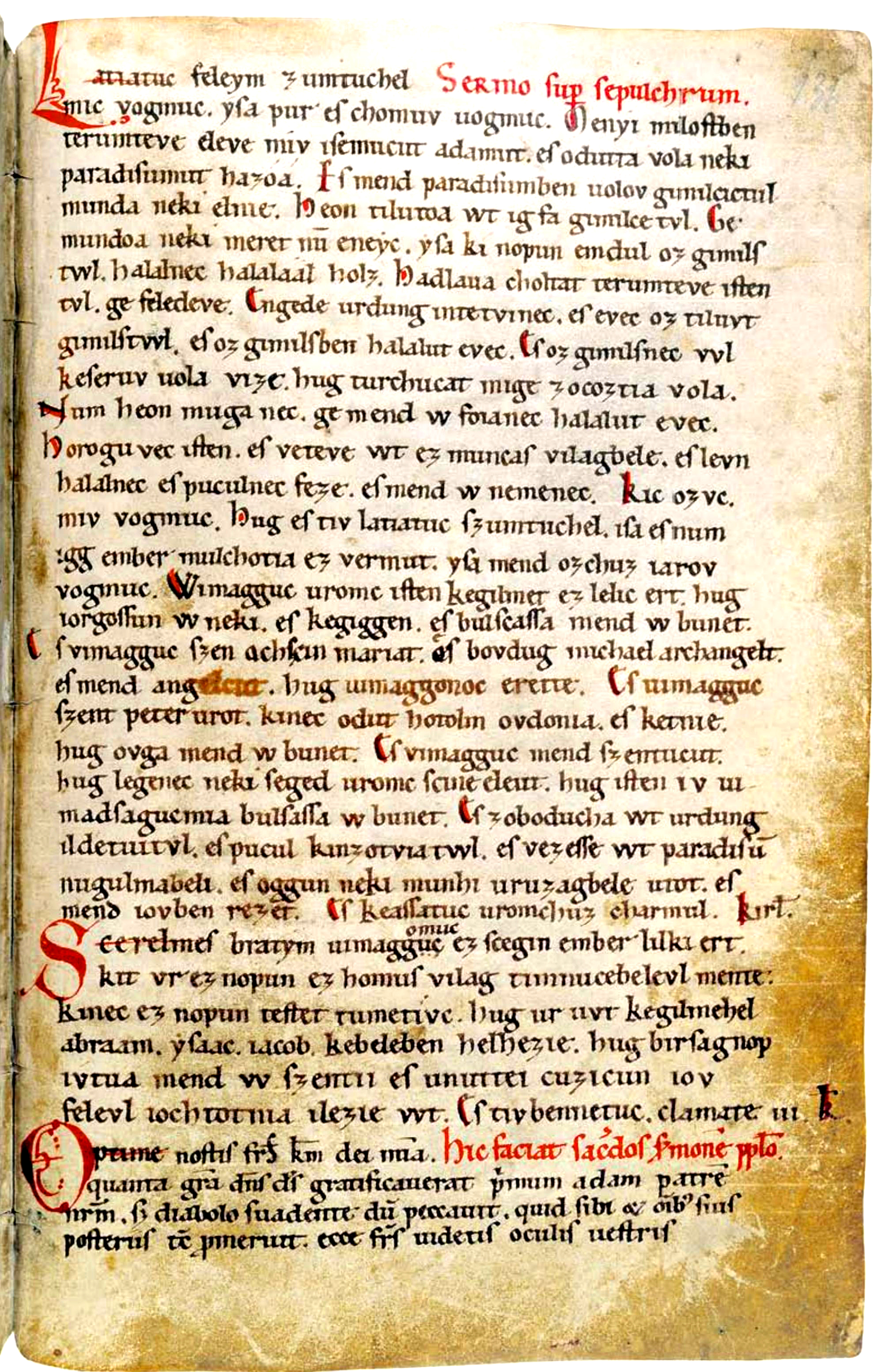
Az első magyar nyelvű irodalmi mű, a Halotti beszéd

Bár a hivatalos irodalmi nyelv évszázadokon át a latin volt, azonban valószínűleg már a legkorábbi időkben is létezett magyar nyelven írt irodalom. A legkorábbi magyar nyelvemlék a tihanyi apátság alapítólevele (1055), melyben olvashatóak a feheruuaru rea meneh hodu utu rea („Fehérvárra menő hadiútra”) szavak. A dokumentum többi részét latinul írták. A legrégebbi teljes szöveg magyar nyelven a Halotti beszéd és könyörgés (1192 és 1195 között), amely egy latin nyelvű prédikáció fordítása. A legkorábbi magyar vers az Ómagyar Mária-siralom, amely szintén egy latin nyelvű szöveg elég szabad fordítása, a 13. századból. Ez egyben a legrégebbi fennmaradt finnugor nyelvű vers. Mind a Halotti beszéd, mind az Ómagyar Mária-siralom nehezen olvasható a mai magyarok számára, mert a 26 betűs latin ábécével nem lehetett a magyar szöveget hűen visszaadni, az ékezeteket és a kettős betűket pedig nem használták még.

#### 14–15. századi magyar nyelvű irodalom
A legrégebbi ismert magyar nyelvű elbeszélő mű az Assisi Szent Ferenc életét feldolgozó Szent Ferenc legendája, amely a Jókai-kódexben maradt fenn. A másik legértékesebb korai magyar nyelvemlék, a Szent Margit királylányról szóló Szent Margit legendája. A magyar nyelvű világi költészet első ismert darabja a 14. században keletkezett vágáns dal, a Planctus clericorum, amely a pápaságot és a főúri papságot ostorozza. A 15. századból már számos anyanyelvű irodalmi művet ismerünk, elsősorban a 46 fennmaradt késő középkori magyar nyelvű kolostori kódexből. Ezekbe szorgalmas apácák és szerzetesek másolták a műveket, akik közül a legismertebb Ráskay Lea kódexmásolói munkássága. A Biblia legkorábbi magyar fordításai, a huszita Biblia és a Jordánszky-kódex a magyar nyelv legbőségesebb és ezért legfontosabb középkori emlékei. A bibliafordítók mellett a Karthauzi Névtelen volt a középkori magyar fordításirodalom legnagyobb alakja, az Érdy-kódexben megőrzött művével. Az első magyar nyelven fennmaradt eredeti teológiai mű a Nyujtódi András tollából származó Székelyudvarhelyi kódex. A vallásos elbeszélések közül kiemelkedik a Barlám és Jozafát valamint a Makárius legendája. Ugyancsak a kódexmásolatok között maradt ránk a Három körösztény leány, az első anyanyelvünkön fennmaradt dráma. A középkori magyar nyelvű költészet legfontosabb alkotásai a Szent Bernát himnusza a fölfeszített Krisztushoz (Czech-kódex), a Vásárhelyi András éneke a Szűz Máriához (Peer-kódex), valamint a Szabács viadala, a legrégebbi fennmaradt magyar históriás ének. A Mátyás király asztalánál hangszer-kísérettel előadott éneket természetes stílusa és lüktető ritmusa ma is élvezhető olvasmánnyá teszi.

### Reneszánsz irodalom (15–17. század)
- Humanista írók:
  - Vitéz János
  - Janus Pannonius
  - Antonio Bonfini
  - Verancsics Antal
  - Sylvester János
- A reneszánsz magyar nyelvű írói:
  - Heltai Gáspár
  - Bornemisza Péter
  - Balassi Bálint

### Barokk irodalom (17–18. század)
- Magyar nyelvű vallásos irodalom
  - Pázmány Péter
- Magyar nyelvű világi irodalom
  - Zrínyi Miklós
  - Gyöngyösi István
  - Amade László
- Önéletírók
  - Bethlen Miklós
  - Mikes Kelemen

### A magyar felvilágosodás kora (1772-1800)
- Bessenyei György és a „testőr írók”
- Batsányi János
- Kármán József: Fanni hagyományai című regénye a szentimentalista próza jelentős alkotása.

## A nemzeti irodalom évszázada

### A nyelvújítás és a reformkor irodalma
Nemzeti irodalmunk klasszikusai:
- Csokonai Vitéz Mihály
- Kazinczy Ferenc
- Fazekas Mihály
- Berzsenyi Dániel
- Katona József
- Kölcsey Ferenc
- Eötvös József
- Vörösmarty Mihály
- Petőfi Sándor
- Arany János

### A 19. század második felének irodalma
A korszak klasszikusai:
- Kemény Zsigmond
- Madách Imre
- Jókai Mór
- Vajda János
- Benedek Elek
- Mikszáth Kálmán
- Gárdonyi Géza

## Modern magyar irodalom

### Magyar irodalom 1900–1945
A korszak klasszikusai:
- Ady Endre
- Móricz Zsigmond
- Kaffka Margit
- Babits Mihály
- Juhász Gyula
- Kosztolányi Dezső
- Tóth Árpád
- Karinthy Frigyes
- Krúdy Gyula
- Tersánszky Józsi Jenő
- Füst Milán
- Csáth Géza
- Molnár Ferenc
- Kassák Lajos
- József Attila
- Nagy Lajos
- Heltai Jenő
- Szabó Lőrinc
- Németh László
- Radnóti Miklós
- Márai Sándor
- Szerb Antal
- Sík Sándor
- Áprily Lajos
- Tamási Áron
- Kodolányi János
- Móra Ferenc
- Gelléri Andor Endre
- Wass Albert

### Magyar irodalom 1945-2000

#### Magyarországi irodalom
A legismertebb magyarországi írók:
- Nagy László
- Pilinszky János
- Déry Tibor
- Ottlik Géza
- Weöres Sándor
- Sinka István
- Illyés Gyula
- Szabó Magda
- Örkény István
- Nemes Nagy Ágnes
- Lázár Ervin
- Nagy Gáspár

#### Erdélyi magyar irodalom 1945 után
A legismertebb erdélyi magyar írók:
- Kányádi Sándor
- Szilágyi Domokos
- Páskándi Géza
- Sütő András

## Magyar írók és költők listái
A itt következő szócikkek íróink és költőink tovább bővíthető listáit tartalmazzák. (Nem teljesen ugyanaz, mint a Kategória:Magyar költők, írók.)

## Nagyobb magyar irodalomtörténetek
- Toldy Ferenc: A magyar nemzeti irodalom története, Pest, 1851 (új – de nem reprint – kiadása: Szépirodalmi Könyvkiadó, 1987, ISBN 9631534944, 246 p, 1872/1873-as kiadásának elektronikus elérése: http://real-eod.mtak.hu/1725/)
- Toldy Ferenc: A magyar nemzeti irodalom története – a legrégibb időktől a jelen korig, Pest, 1864–1865 (új – de nem reprint – kiadása: Szépirodalmi Könyvkiadó, 1987, ISBN 9631534944, 510 p)
- Toldy Ferenc: A magyar költészet története – Az ősidőktől Kisfaludy Sándorig, Pest, 1867 (új – de nem reprint – kiadása: Szépirodalmi Könyvkiadó, 1987)
- Beöthy Zsolt: A magyar nemzeti irodalom történeti ismertetése, I–II. kötet, Budapest, 1877–1879 (elektronikus elérés: http://mek.oszk.hu/09500/09504/#)
- Bodnár Zsigmond: A magyar irodalom története I–III., Budapest, 1891–1893 (a második kötet elektronikus elérése: http://mek.oszk.hu/06500/06589/index.phtml)
- (szerk. Beöthy Zsolt – Badics Ferenc): A magyar irodalom története, I–II. kötet, Athenaeum Irodalmi és Nyomdai R.-Társulat, Budapest, 1893–1895 (elektronikus elérés: http://mek.oszk.hu/09500/09505/#, reprint kiadás: Babits Kiadó, Szekszárd, 2006, ISBN 9639556319)
- Horváth Cyrill: A magyar irodalom története: 1. A régi magyar irodalom története (több kötet nem jelent meg belőle), Athenaeum Irod. és Nyomdai R. Társulat, Budapest, 1899, 755 p (elektronikus elérés: http://mek.oszk.hu/07200/07257/)
- Pintér Jenő: A magyar irodalom története a legrégibb időktől Bessenyei György fellépéséig, I–II. kötet, Budapest, Rényi Károly kiadása, 1909
- Pintér Jenő: A magyar irodalom története: Bessenyei György fellépésétől Kazinczy Ferenc haláláig 1772–1831, I–II. kötet, Budapest, A szerző kiadása, 1913
- Ferenczi Zoltán: A magyar irodalom története 1900-ig (A Műveltség Könyvtára-sorozat részeként), Athenaeum Irod. és Nyomdai Rt., 1913, 682 p (elektronikus elérés: http://real-eod.mtak.hu/1219/)
- Pintér Jenő: Magyar irodalomtörténete – képes kiadás, I–II. kötet, Budapest, Franklin-Társulat kiadása, 1928
  - új kiadása: Black & White Kiadó (Nyíregyháza) , 2001, ISBN 963-933-092-2 és ISBN 963-9330-95-7;
  - egy kötetbe összevont reprint kiadása: Anno Kiadó, Budapest, é. n. [2000 körül], ISBN 963-9066-36-2, 719 p;
  - két kötetes reprint kiadása: Anno Kiadó, Budapest, é. n. [2000 körül], ISBN 963-9066-36-2, 389 + 330 p)
- Pintér Jenő: A magyar irodalom története: tudományos rendszerezés, I–VIII. kötet, Budapest, 1930–1941. (elektronikus elérés: http://mek.oszk.hu/15300/15384/index.phtml)
- Szerb Antal: Magyar irodalomtörténet, I–II. kötet, Erdélyi Szépmíves Céh, Kolozsvár, 1934 (elektronikus elérés: http://mek.oszk.hu/14800/14871/index.phtml, később több kiadásban újra megjelent)
- (szerk.) Sőtér István: A magyar irodalom története, I–VI. kötet, Akadémiai Kiadó, Budapest, 1964–1966 (elektronikus elérés: http://mek.oszk.hu/02200/02228/index.phtml, folytatása: http://mek.oszk.hu/02200/02227/index.phtml)
- Nemeskürty István: A magyar irodalom története 1000–1945, I–II. kötet, Akadémiai Kiadó, Budapest, 1993, ISBN 963-05-6568-4 (elektronikus elérés: http://mek.oszk.hu/08600/08687/index.phtml)
- Gintli Tibor: Magyar irodalom, Akadémiai Kiadó, Budapest, 2011, ISBN 9789630589499, 1096 p